# Ludovico Carracci
Ludovico (eller Lodovico) Carracci (født 21. april 1555 i Bologna, død 13. november 1619 sammesteds) var en italiensk maler.
Han var elev af Prospero Fontana, studerede i Firenze, Parma (hvor han ligesom fætrene stærkt optoges af Antonio da Correggio), Mantua og Venedig (her studier efter Tintoretto og Paolo Veronese), grundede hjemme sit stærkt søgte værksted og sin skole – hvor efter overleveringen Lodovico var dirigenten, Agostino nærmest teoretikeren, Annibale praktikeren – optoges sammen med fætrene af de forannævnte freskoværker, endvidere af lignende, nu næsten forsvundne, i S. Michele in Bosco. Mange af hans staffelibilleder findes i akademiet i Bologna: Johannes Døberens Prædiken, det store Transfigurationen osv. Ludovicos stil har den stærke, udtryksfulde patos med de heftige bevægelser i figurer og klædebon.
1. ↑  Navnet er anført på engelsk og stammer fra Wikidata hvor navnet endnu ikke findes på dansk.
2. ↑  Navnet er anført på engelsk og stammer fra Wikidata hvor navnet endnu ikke findes på dansk.
3. ↑  Navnet er anført på engelsk og stammer fra Wikidata hvor navnet endnu ikke findes på dansk.
4. ↑  Navnet er anført på engelsk og stammer fra Wikidata hvor navnet endnu ikke findes på dansk.
5. ↑  Navnet er anført på engelsk og stammer fra Wikidata hvor navnet endnu ikke findes på dansk.